# Бірюк Людмила Яківна
Людми́ла Я́ківна Бірю́к (нар. 1 грудня 1951 року, Засулля) — педагог, доктор педагогічних наук (2013), професор (2015), Відмінник освіти України (2001), Заслужений працівник освіти України (2018).

## Біографічні дані
Народився 1 грудня 1951 року в Засуллі.
У 1974 році закінчила Глухівський педагогічний інститут. Працювала вчителем. 
З 1990 року працює у Глухівському педагогічному університеті: з 2001 по 2003 — завідувач кафедр іноземних мов, з 2013 року — кафедри педагогіки і психології початкової освіти.

## Наукова робота
Проводить наукові дослідження розвитку мовлення та збагачення словникового запасу учнів початкової школи; формування професійної компетентності майбутнього вчителя початкових класів.

### Основні праці
За ЕСУ:
- Формування комунікативної компетентності майбутнього вчителя початкових класів у процесі професійної підготовки (психолого-педагогічний аспект): навч. посіб. — Глухів, 2008;
- Теорія і технології формування комунікативної компетентності майбутнього вчителя початкових класів у процесі професійної підготовки (на матеріалі методики викладання російської мови). — К.; Глухів, 2009;
- Формування і розвиток комунікативної компетентності з російської мови майбутнього вчителя початкових класів (у схемах і таблицях): навч. посіб. — Глухів, 2011;
- Інтегративний підхід до професійної підготовки майбутніх учителів початкової освіти // Вісн. Глухів. пед. ун-ту. — 2020. — Вип. 1.[3]

## Нагороди та відзнаки
- Нагрудний знак «Відмінник освіти України» (2001);
- Грамота Сумської обласної ради (2013);
- Почесна відзнака Глухівської міської ради «Професіонал року» (2015);
- Грамота Національної Академії педагогічних наук України (2016);
- Почесна грамота голови Сумського комітету профспілки працівників освіти і науки України облдержадміністрації (2016);
- Почесне звання «Заслужений працівник освіти України» (2018);
- Грамота Глухівського НПУ ім. О. Довженка (2020, 2022);
- Грамота Глухівської міської ради (2020)[4].